# Benzoylnitrat
Benzoylnitrat ist eine chemische Verbindung aus der Gruppe der gemischten Säureanhydride. In der organischen Synthese wird es als Reagenz für Nitrierungs- und Oxidationsreaktionen verwendet. Es wurde 1906 von Francis und Butler entdeckt.

## Gewinnung und Darstellung
Die Synthese der Verbindung erfolgt durch die Umsetzung von Benzoylchlorid mit Silbernitrat in Acetonitril bei −20 °C, wobei das feste Nebenprodukt Silberchlorid leicht abfiltriert werden kann. Alternativ kann diese Synthese auch in Tetrachlorkohlenstoff als Lösungsmittel realisiert werden.
Wegen der thermischen Instabilität wird die Verbindung nicht isoliert, sondern nur in Lösung hergestellt.

## Eigenschaften
Lösungen von Benzoylnitrat sind instabil und sollten bei −40 °C gelagert werden. Für die Reaktivität der Verbindung wird eine Gleichgewichtsreaktion mit der Bildung von Distickstoffpentoxid als reaktives Spezies und Benzoesäureanhydrid begründet.
{\displaystyle {\ce {C6H5COONO2 <=> (C6H5CO)2O + N2O5}}}
Mit Wasser erfolgt eine schnelle Hydrolyse in Benzoesäure und Salpetersäure. Die Thermolyse in siedenden Tetrachlorkohlenstoff ergibt als Produkte Chlorbenzol, Benzoesäure, etwas Nitrobenzol und Kohlendioxid. In siedendem Benzol werden Biphenyl, Benzoesäureanhydrid, Benzoesäure und Nitrobenzol erhalten.

## Verwendung
Mittels Benzoylnitrat können aromatische Verbindungen nitriert werden. Mit Toluol oder o-Xylol werden Gemische der verschieden substituierten Isomere erhalten. Aus p-Terphenyl resultiert das 4,4′′-Dinitroterphenyl. Sekundäre Amine können durch eine Einführung der Nitrogruppe am Aminstickstoff in die entsprechenden Nitramine überführt werden.
Die Umsetzung mit primären Anilinen führt zu den entsprechenden N-Phenylbenzamiden. Thiophenol wird zum Diphenyldisulfid oxidiert. Bei Temperaturen unter 0 °C gelingt die gezielte Oxidation von Thioethern zu den entsprechenden Sulfoxiden. Bei einer Umsetzung mit Alkoholen können die entsprechenden aliphatischen Nitrate erhalten werden.